# Washington Dead Cats
Washington Dead Cats est un groupe de psychobilly français. Formé en 1984, WDC est un groupe majeur de la scène alternative des années 1980. Ils effectuent un retour sur scène au début des années 2000, après presque dix ans d'inactivité. Bien que catalogué comme groupe de psychobilly, leur style est extrêmement varié et inclut à la fois le punk rock, le garage sixties, le swing, le mambo, le rocksteady et le surf rock. C'est à ce titre qu'ils ont appelé leur musique, punkabilly. Au total, ils apparaissent aussi dans une quinzaine de compilations.
La formation est stable des années 2000 à 2015, après quoi le groupe voit des changements de personnel avec le départ du guitariste Lord Fester qui se consacre avant tout à la peinture et à la BD. La formation des années 2000 comprend Lord Fester (guitare, joue sur une Gretsch), Seaweedyo (batterie), Carlos « El Guanako » (basse), The Mols (trompette), Kallhim GG (saxophone). La formation a beaucoup changé entre les années 1980 et 1990. Sur l'album Go Vegetable Go, il n'y avait que Mat Firehair, Tom Carasko, X-Lior, Masto et François Mosnier alias Frank Darlock.
Actuellement, ses membres sont Mat Firehair (chant), Seaweedyo (batterie), You Rip (basse), The Duke (guitare), Kall Him G.G (saxophone), et Juju (trompette). Mat Firehair est à ce jour seul rescapé de la première période. Bien qu'ayant fait de nombreux concerts de soutien et maintes fois affirmé leur antiracisme, les WDC n'ont jamais écrit de chanson politique.

## Biographie

### Origines et débuts
Washington Dead Cats est formé en 1984, de la fusion d'influences rockabilly (mode fifties, voitures, etc.) et de punk (notamment par son énergie). Rapidement, les Washington, sous la houlette de leur charismatique chanteur Mat Firehair, se démarquent des scènes des années 1980 (psychobilly, punk, etc.) par leur attitude fun, leur goût de la théâtralisation et leur attitude strictement antifasciste. Alors que pendant quelques années, la scène punk reste ambiguë vis-à-vis du racisme et du fascisme lors des concerts, les Washington, comme les Bérurier noir, affichent leur position, ce qui leur vaudra des déboires notamment à l'étranger ; en Belgique (Flandre), Mat Firehair recevra même une bouteille de gin, lui causant 18 points de suture, de la part de boneheads qui s'étaient incrustés dans la salle de concert où ils avaient mentionné qu'elle était interdite à ceux portant des insignes néonazis.
Leur nom, Washington Dead Cats, semble provenir d'une interprétation des initiales Washington D.C. (signifiant en fait, Washington District of Columbia) et d'une référence au groupe Stray Cats mais Mat Firehair a déclaré que la signification réelle est secrète. Dans les années 1980, les WDC n'avaient pas de section cuivres mais un seul saxophoniste : Masto, qui jouait aussi dans les Bérurier noir. À cette période, selon une anecdote légendaire, les Wampas se seraient disputé avec les Washington Dead Cats « pour une histoire de local de répétition et de matériel ». Rancuniers, les Wampas en feront une chanson, Une bombe sur Washington, parue en 1986 dans l'album Tutti Frutti. À leurs débuts, les Washington Dead Cats s'illustrent par leurs concerts débridés où ils ont l'habitude de jeter des légumes sur le public (à l'origine pour se moquer des Virgin Prunes, groupe gothique, qui balançaient des têtes de veaux sur les spectateurs). Ils signent chez Bondage et enregistrent deux albums : Go Vegetable Go en 1986, et Gore A'Billy Boogie en 1988 où punk, voodoo, garage, surf rock et rockabilly se mêlent pour former un cocktail détonnant.

### Années 1990 et 2000
Utilisant un imaginaire emprunté aux films gore, à la série Z et aux séries des sixties, le groupe connaît une certaine renommée jusqu'au début des années 1990. 
Inactif pendant pratiquement toute la décennie, le groupe revient sur scène au début des années 2000. Quelques concerts d'abord, puis ce sont de nouveaux albums qui apparaissent dans la même verve que ceux qui avaient fait son succès : Treat Me Bad (2003) et El Diablo is Back (2006).
Ils sortent en 2008 le DVD enregistré devant public Live in the City of Sins accompagné de tous les clips, et le best-of A Good Cat is a Dead Cat chez PIAS,.

### Années 2010
En 2010, le mini-album, For the Love of Ivy, en vinyle rose 25 cm 8 titres en tirage limité, reprend des morceaux rendus célèbres, ou écrits par le groupe Les Cramps. En 2013, le mini-album Down Under My Feet (5 titres 25 cm en vinyle vert et tirage limité) présente 13 nouveaux titres studio et les verra se produire partout en Europe (Allemagne, Italie, Suisse, Belgique et France). Il précède l'album Primitive Girls are More Fun, publié le 13 octobre 2013. Le disque bien accueilli se classe rapidement parmi les 20 meilleurs vente de rock français. En décembre 2013, le groupe participe à une session de l’émission Les Nouveaux Explorateurs, sur Canal+.
En janvier 2015, ils sont annoncés pour le 7 février à La Clef de Saint-Germain-en-Laye. Cette même année sort l'album Under the Creole Moon, qui est enregistré à Montpellier au Studio Las Vedas, et qui verra le groupe faire une tournée de 60 concerts en France avec une forte fréquentation de la part du public et un concert à guichet fermé de 2 h 50 à La Maroquinerie avec une grande partie des anciens membres du groupe sur scène. Le 30 septembre 2016, ils jouent avec Les Wampas à La Bellevilloise de Paris.
EN 2017 ils sortent un double album enregistré devant public "Live under the Creole moon"  (35 titres) électrique (Au Nancy Jazz Pulsations) et acoustique très bien accueilli par la presse et les voit ainsi partir pour une nouvelle tournée acoustique et électrique.Le track listing présente les morceaux les plus connus : Pizza attack, Crazy voodoo woman, I’m a dead cat, Punkabilly rumble, Napalm surf…comme des reprises hardcore telle “ Too drunk to fuck “ des Dead Kennedys en acoustique, ou classique rythm’n’blues telle “ Got my mojo working “ de Preston “Red“ Foster, popularisé par Muddy Waters.
Avril 2019 ils sortent un nouvel album "Attack of the giant purple lobsters"  dont est tiré un premier clip éponyme voyant le groupe affronter un homard géant dans un climat de film de science-fiction des années 40 en Noir et blanc et entament une nouvelle tournée 

## Discographie

### Albums studio
- 1986 : Go Vegetables Go!
- 1988 : Gore A'Billy Boogie!
- 1990 : Go-lden Age
- 1991 : Whatchamacallit
- 2001 : Live at the Frankenstein Odeon
- 2003 : Treat Me Bad
- 2006 : El Diablo is Back!
- 2013 : Primitive Girls are More Fun!
- 2015 : Under the Creole Moon
- 2017 : Live Under the Creole Moon (double-album)
- 2019 : Attack of the giant purple lobsters
- 2022: Monkey Brain

### Splits et EP
- 1986 : Ghost Can't Talk (EP)
- 1988 : Pizza Attack (EP)
- 1991 : Napalm surf (split 45 tours)
- 2005 : Lady Satana V/S Super Heroes (maxi autour du thème des super-héros)
- 2012 : Down Under My Feet (EP 5 titres)
- 2013 : Four on Fur (split 45 tours vinyle - 4 groupes) (avec une reprise des Seeds)
- 2016 : Goin' Wild and Acoustic! (EP 45 tours)
- 2016 : The Rockin' Races !! Collection #06 (split avec Long Tall Texans, Black Boys on Moped et The Courettes)
- 2019 : Attack of the giant purple lobsters

### Singles
- 2003 : Le Diable en personne, Waikiki Bay et Juju (CD single promo)
- 2013 : Primitive Girls are More Fun / Jungle Rock (vinyle single)

### Compilations
- 1988 : Go Loco or Gore Away (compilation des deux premiers albums pour l'étranger)
- 2008 : A Good Cat is a Dead Cat (compilation CD/DVD Live in the City of Sins)
- 2010 : For the Love of Ivy (album hommage aux Cramps) (vinyle série limitée)
- 2016 : Rumble in Washington (album hommage ; 14 groupes reprennent des chansons des Washington Dead Cats (Fatal Picards, Tagada Jones, Messer Chups, Brassen's not Dead, Palavas Surfers, Atomics Rotors, Brain Eaters, Rikkha, No Hit Makers, Lord Fester, No Water Please, Astro Zombies, Manor Freaks , Garage Lopez)